# Exzerpt
Ein Exzerpt (spätlateinisch excerptum, substantiviertes Partizip II von lateinisch excerpere ‚exzerpieren‘, eigentlich: ‚herauspflücken‘) ist ein Auszug aus einem Text oder eine kurze Zusammenstellung der für die Beantwortung einer (oder mehrerer) Fragestellungen wichtigsten Gedanken in einem gegebenen Text. Ein Exzerpt enthält neben Paraphrasen oft auch Zitate.
Der Vorgang der Erstellung eines Exzerpts als Methode wissenschaftlicher Textarbeit heißt Exzerption. Die Tätigkeit des Herausschreibens aus einem Buch heißt Exzerpieren. Die Person, die ein Exzerpt herstellt oder hergestellt hat, heißt Exzerptor.

## Geschichte
Es handelt sich um eine alte literarische und wissenschaftliche Technik; bereits Sokrates soll mit Exzerpten gearbeitet haben. Auch im Mittelalter war das Exzerpieren eine beliebte Methode zur Erschließung einzelner Themenbereiche oder der Kernaussagen eines umfangreichen Werks. Seit der Frühen Neuzeit gehört das Exzerpieren zu den kanonischen Praktiken wissenschaftlich gelehrten Arbeitens; andere, komplexere Aufzeichnungstechniken wie beispielsweise das Beschicken und Befragen von Zettelkästen erwachsen hieraus. Das Exzerpt geriet im 18. Jahrhundert – besonders im Zusammenhang der Genieära – in den Fokus einer Kritik der rhetorischen Topik; selbst einige Lectio-Lehren, also Anweisungen zum richtigen Lesen, werteten die Exzerpiermethode polemisch ab. Das Exzerpieren wurde aber weiter praktiziert. Wenn der Philologe August Boeckh historisch rückblickend festgehalten hat: „Solche Zettelwerke hatten Leibniz, Kant, Jean Paul, Alex.[ander] v.[on] Humboldt – sehr verschiedene Geister“, so kann man  für die neuere Zeit entsprechend heterogene ‚Geister‘ wie Walter Benjamin, Niklas Luhmann, Friederike Mayröcker, Hans-Ulrich Wehler nennen.

## Wissenschaftliches Exzerpieren
Die Herstellung eines Exzerpts ist eine „Grundtechnik […] wissenschaftlichen Arbeitens“. Beim Exzerpieren wird der Text mit einer bestimmten Frage gelesen. Beispielsweise kann man einen Text über die globale Erwärmung aus dem Blickwinkel der Frage auswerten, welche Faktoren die Erderwärmung beschleunigen.
Dabei hält der Leser Textstellen fest oder auch Eindrücke, die er während des Lesens hat. Ein Exzerpt kann also eigene Gedanken, Zweifel oder Hinweise enthalten, die sich bei der Lektüre einstellen, sofern diese streng von den Gedanken des exzerpierten Autors getrennt werden. Um die darauf folgende wissenschaftliche Arbeit zu vertiefen, hält man wichtige Literaturverweise, Ideen, Grundaussagen und Argumente des Gelesenen fest.
Dabei sind technisch vor allem drei Dinge zu beachten:
- hinter Zitiertem oder Paraphrasiertem stets die Quellenangabe notieren;
- beim Paraphrasieren für die Textpassage keine Anführungszeichen;
- beim wörtlichen Zitieren sind Anführungszeichen obligatorisch, denn ein wörtliches Zitat ohne Anführungszeichen gilt als Plagiat.[8]